# Ozzy Osbourne

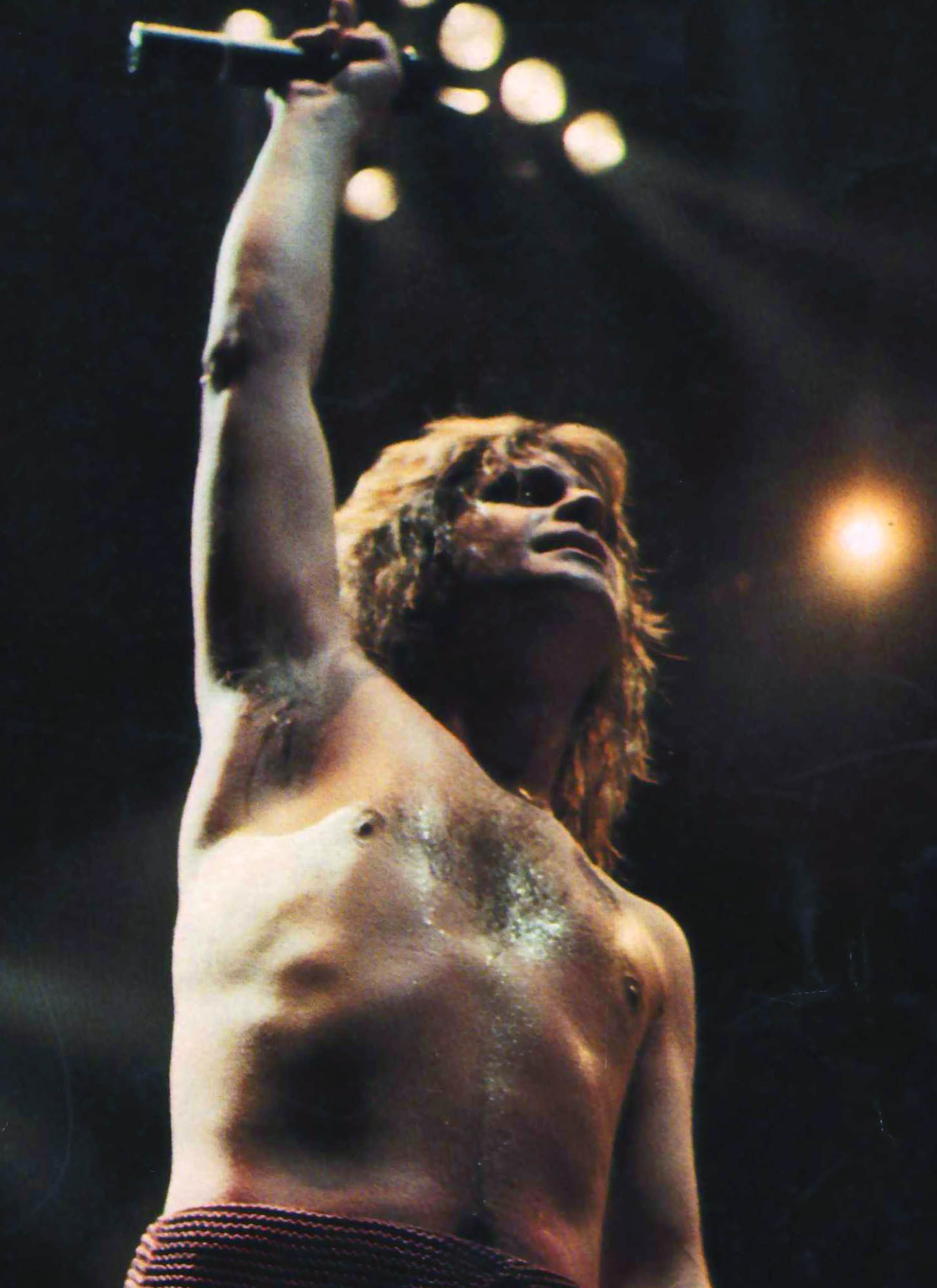
Ozzy Osbourne, 1982.

John Michael "Ozzy" Osbourne, född 3 december 1948 i Aston, en förort till Birmingham, West Midlands, död 22 juli 2025 i Jordans nära Chalfont St Giles i Buckinghamshire, var en brittisk rocksångare och låtskrivare som blev känd genom Black Sabbath. Han fick sparken från gruppen 1979. Osbourne slog igenom som soloartist 1980 med albumet Blizzard of Ozz och framträdde främst solo sedan dess, men han återförenades även med Black Sabbath vid flera tillfällen.

## Karriär
John Michael "Ozzy" Osbourne föddes i Aston, Birmingham, England, den 3 december 1948. Hans far Jack arbetade skift som verktygsmakare på GEC och hans mor Lillian arbetade med bildelar på företaget Lucas. John var det fjärde av sex barn; han har två bröder (Paul och Tony) och tre systrar (Jean, Iris och Gillian). Smeknamnet "Ozzy" användes första gången när han gick i grundskolan. När Osbourne växte upp kämpade han med dyslexi och andra inlärningssvårigheter. Allmänna övergrepp från lärare på Prince Albert Road Junior School och Birchfield Road Secondary Modern School i Perry Barr gjorde hans barndom svår. Han drogs då till musikscenen. Han slutade skolan vid 15 års ålder och hade då några olika tillfälliga arbeten.
I slutet av 1967 bildade Geezer Butler sitt första band Rare Breed med Osbourne. De spelade två konserter tillsammans, sedan bröt de upp. Efter att ha varit separerade en tid återförenades Osbourne och Butler i Polka Tulk Blues tillsammans med gitarristen Tony Iommi och trummisen Bill Ward. De bytte bandnamn till Earth, men eftersom det redan fanns ett band med samma namn beslöt de att byta namn igen och valde slutligen namnet Black Sabbath baserat på en film regisserad av Mario Bava. Bandet hade lagt märke till hur folk gillade att bli rädda och inspirerade, vilket ledde till att Iommi och hans partner beslöt att spela en mycket tung bluesstil spetsad med dystra ljud och dyster text. Under inspelningen av debutalbumet läste Geezer en bok om övernaturliga ting och drömde en natt om en mörk figur som stod vid hans säng. Butler berättade för Osbourne om drömmen och tillsammans skrev de texten till Black Sabbath, en av deras första låtar i en mörkare stil.
År 1986 medverkade han i skräckfilmen Tysta blodiga natt (Trick or treat) tillsammans med Gene Simmons, båda i mindre biroller.
Året 2002 skrev familjen Osbourne kontrakt med MTV och deras liv skildrades i dokusåpan "The Osbournes" som blev MTV:s populäraste program någonsin.
Osbourne har varit med i en reklamfilm för Blizzard Entertainments spel World of Warcraft, där spelaren hör Osbournes hit "Crazy Train". I januari 2010 gav han ut självbiografin Jag är Ozzy.
Under åren 1980 till 2022 har Ozzy Osbourne släppt 13 soloalbum. Den sista gången han turnerade som soloartist var under turnén No More Tours 2, vilken nådde Sweden Rock Festival den 8 juni 2018.
Han hade återföreningskonsterter med sitt gamla band Black Sabbath vid ett flertal tillfällen. Den 13 juni 1998 spelade Osbourne med Black Sabbath på Hultsfredfestivalen. Den 14 december 1999 spelade de på Globen, och återkom till Globen den 3 juni 2005.  I juni 2013 släppte Black Sabbath ett nytt studioalbum, och turnén nådde Sverige och Friends Arena den 22 november 2013. De spelade därefter på Sweden Rock Festival den 6 juni 2014. Sista konserten med Black Sabbath i Sverige, under titeln Monsters of Rock, skedde på Friends Arena den 9 juli 2016. Den 5 juli 2025 höll Ozzy Osbourne en avskedskonsert på Villa Park kallad Back to the Beginning tillsammans med originalmedlemmarna i Black Sabbath, som även kunde streamas.

## Privatliv
Osbourne var gift med Sharon Osbourne, som han hade tre barn med – Aimee, Kelly och Jack. Åren 2002–2005 blev familjen uppmärksammad genom reality-TV-serien The Osbournes, där man får följa Ozzy, Sharon samt Kelly och Jack.
Han var först (1971–1982) gift med Thelma Osbourne (född Riley), som han hade två barn med, Jessica Hobbs och Louis Osbourne. Ozzy adopterade även Thelmas son; Elliot Kingsley som hon fått i ett tidigare förhållande. År 1982 gifte han om sig med Sharon Osbourne, med vilken han fick sina tre resterande barn.  
Osbourne bodde dels i Beverly Hills i Los Angeles i Kalifornien, USA, dels på ett gods, Welders House, beläget i byn Jordans nära Chalfont St Giles i Buckinghamshire, Storbritannien. På godset i Buckinghamshire föll han illa i samband med en olycka med sin fyrhjuliga motorcykel den 8 december 2003 och fick livshotande skador.
2020 gick han ut med att han hade Parkinsons sjukdom, något han diagnostiserades med redan 2003. Han avled den 22 juli 2025. Enligt brittiska tidningen The Sun, som tagit del av sångarens dödscertifikat, var det hjärtstillestånd, akut hjärtinfarkt och parkinsons sjukdom som orsakade hans död.

## Diskografi

### Med Black Sabbath
- 1970 - Black Sabbath
- 1970 - Paranoid
- 1971 - Master of Reality
- 1972 - Vol. 4
- 1973 - Sabbath Bloody Sabbath
- 1975 - Sabotage
- 1976 - Technical Ecstasy
- 1978 - Never Say Die!
- 1998 - Reunion
- 2013 - 13

### Soloalbum
- 1980 – Blizzard of Ozz
- 1981 – Diary of a Madman
- 1983 – Bark at the Moon
- 1986 – The Ultimate Sin
- 1988 – No Rest for the Wicked
- 1991 – No More Tears
- 1995 – Ozzmosis
- 2001 – Down to Earth
- 2005 – Under Cover
- 2007 – Black Rain
- 2010 – Scream
- 2020 – Ordinary Man
- 2022 – Patient Number 9

### Livealbum och Samlingsalbum
- 1982 – Speak of the Devil
- 1987 – Tribute
- 1990 – Just Say Ozzy
- 1993 – Live & Loud
- 1997 – The Ozzman Cometh
- 2002 – Live at the Budokan
- 2003 – The Essential Ozzy Osbourne
- 2005 – Prince of Darkness
- 2014 – Memoirs of a Madman

### VHS och DVD
- 1984 - Bark at the moon tour '84
- 1993 - Live and loud
- 2002 - Live at the Budokan
- 2011 - God Bless Ozzy